# Dubiefostola auricollis
Espèce
Dubiefostola auricollis  est une espèce d'insectes coléoptères de la famille des Cerambycidae, de la sous-famille des Cerambycinae et de la tribu des Hesperophanini.

## Dénomination
L'espèce Dubiefostola auricollis  a été décrite par les entomologistes français Gérard Tavakilian et brésilien Miguel Angel Monné en 1991.

## Répartition
Cette espèce se rencontre au Brésil et en Guyane.

## Publication originale
- Gérard Luc Tavakilian et Miguel Angel Monné, « Quatre nouveaux genres d'Hesperophanini néotropicaux (Coleoptera, Cerambycidae) », L'Entomologiste, vol. 47, no 3,‎ 1991, p. 157-169 (ISSN 0013-8886, lire en ligne).

## Articles liés
- Dubiefostola
- Liste des Cerambycinae de Guyane
- Galerie des Cerambycidae